# Satélites de Júpiter

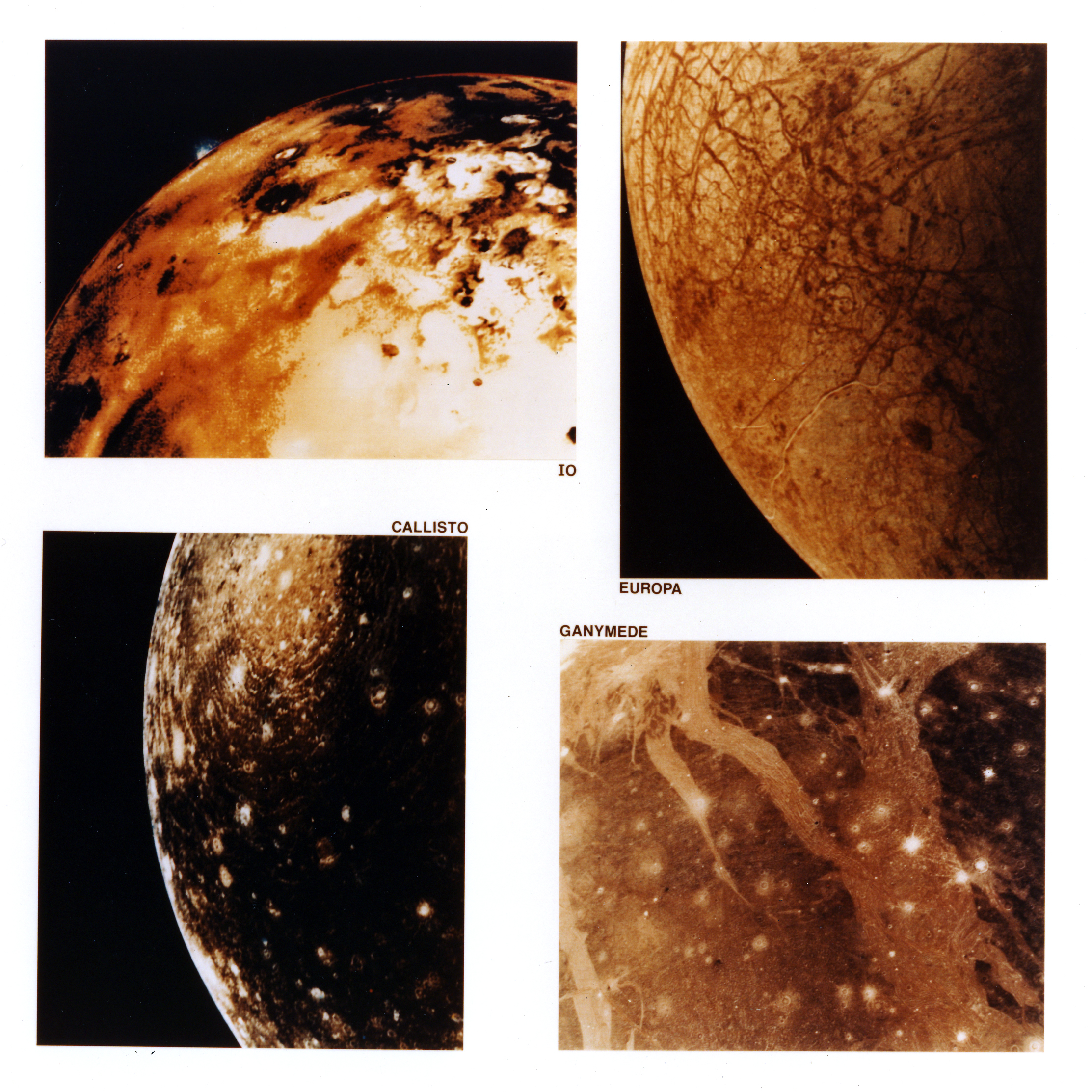
Fotografías de la superficie de los 4 satélites naturales más grandes de Júpiter, Ganímedes, Calisto, Ío y Europa.

Diagrama de las órbitas de los satélites interiores de Júpiter y su relación con los anillos jovianos:
Halo
Anillo principal
Anillo difuso de Amaltea
Anillo difuso de Tebe

El término satélites de Júpiter hace referencia a los satélites naturales que orbitan al planeta Júpiter. Actualmente hay registrados 95 satélites naturales que orbitan a Júpiter; el más grande es Ganímedes (con un diámetro de 5262 km) y el más pequeño es S/2003 J 9, (con un diámetro de ≈1 km).

## Características
Las características físicas y orbitales de las lunas varían ampliamente. Todas y cada una de las cuatro lunas galileanas sobrepasan los 3100 kilómetros (1926 mi) de diámetro, con Ganímedes siendo el noveno objeto más grande del sistema solar después del Sol y siete de los planetas, excluyendo a Mercurio. Todas las demás lunas de Júpiter tienen menos de 200 kilómetros (124 mi) de diámetro, con la mayoría apenas excediendo los 5 kilómetros (3 mi). Las formas orbitales van de casi perfectamente circulares a muy excéntricas e inclinadas, y muchas giran en la dirección opuesta a la rotación de Júpiter (movimiento retrógrado). Los períodos orbitales son tan diferentes que varían desde siete horas (tomando menos tiempo que Júpiter para girar alrededor de su eje), hasta unas tres mil veces más (casi tres años terrestres).

## Origen y evolución
Se estima que los satélites regulares de Júpiter se formaron a partir de un disco circumplanetario, un anillo de acreción de gas y fragmentos sólidos similar a un disco protoplanetario. Estos pueden ser los restos de una veintena de satélites con la masa de una luna galilena que se formaron en la historia temprana de Júpiter.
Las simulaciones sugieren que mientras el disco tenía una masa relativamente baja en cualquier momento dado, con el tiempo una fracción sustancial (varias decenas de uno por ciento) de la masa de Júpiter capturada de la nebulosa solar se procesó a través de él. Sin embargo, la masa del disco de solo el 2 % de la de Júpiter tiene la obligación de explicar los satélites existentes. Así, puede haber habido varias generaciones de satélites con la masa de uno galileano en la historia temprana de Júpiter. Cada generación de lunas habría disparado contra Júpiter debido al arrastre del disco, con nuevas lunas formándose luego de nuevos desechos capturados de la nebulosa solar. Para el momento en que la presente (posiblemente quinta) generación se formó, el disco había disminuido hasta el punto de que ya no interfería en gran medida con las órbitas de los satélites. Los actuales satélites galileanos fueron aún afectados, cayendo en y siendo parcialmente protegidos por una resonancia orbital que todavía existe para Ío, Europa y Ganímedes. La gran masa de este último significa que habría migrado hacia el interior a un ritmo mayor al de los dos primeros.
Se cree que las lunas exteriores e irregulares fueron originadas con el pasar de los asteroides, mientras que el disco protolunar era todavía lo bastante masivo para absorber gran parte de su impulso y así capturarlas en órbita. Muchas se rompieron por el estrés de la captura, y otras después colisionaron con cuerpos pequeños componiendo las familias que conocemos hoy.

## Descubrimiento

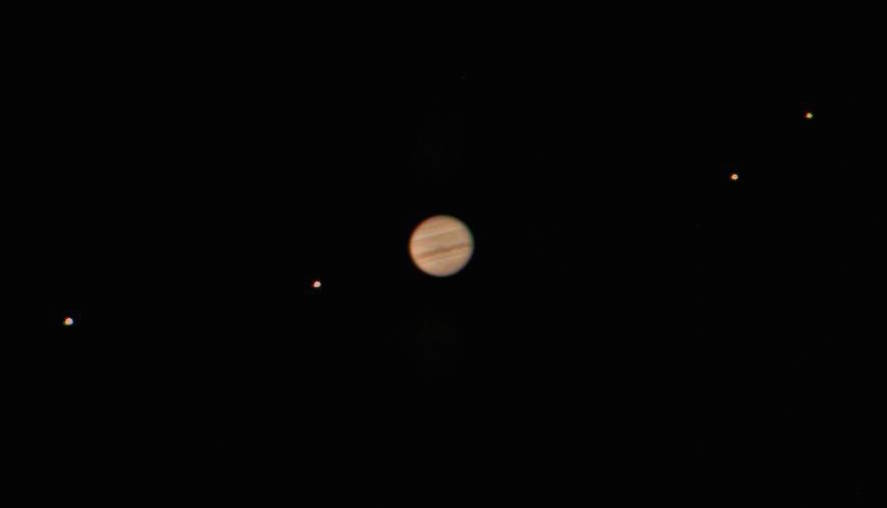
Júpiter y los satélites galileanos a través de un telescopio Meade LX200 10" (25 cm)

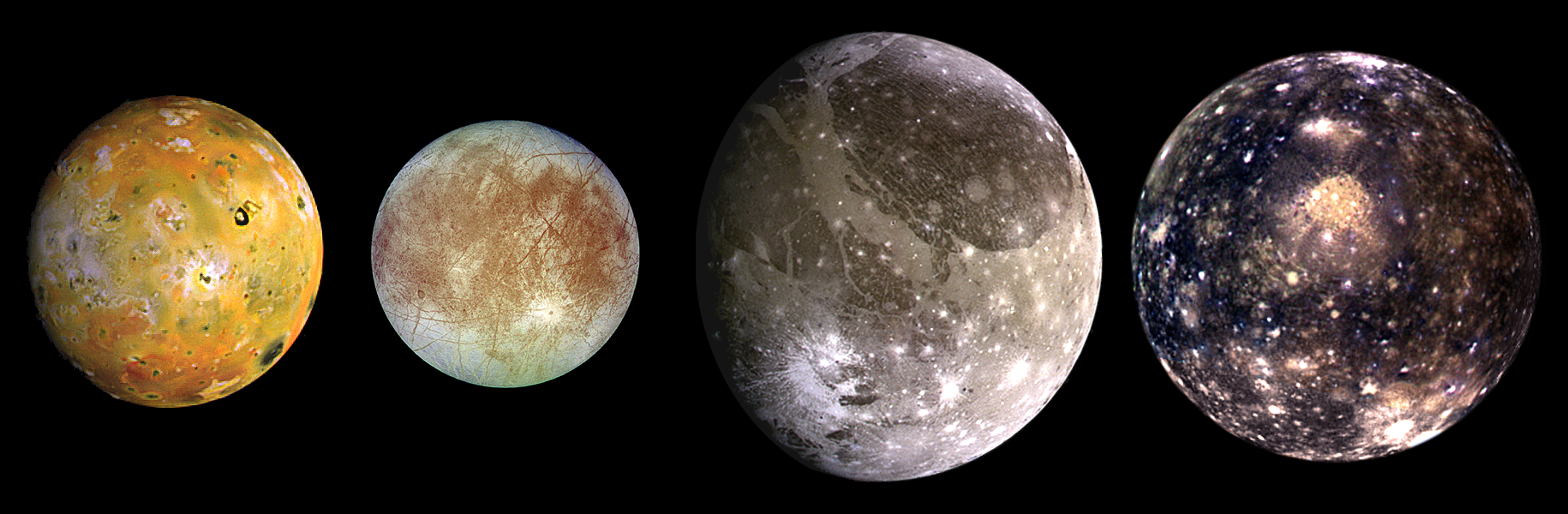
Los satélites galileanos. De izquierda a derecha en orden de alejamiento con respecto a Júpiter: Ío, Europa, Ganímedes, Calisto

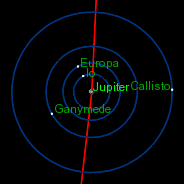
Los satélites galileanos y sus órbitas alrededor de Júpiter

La primera observación informal de una de las lunas del planeta fue la del astrónomo chino Gan De alrededor del año 364 a. C. Sin embargo, las primeras observaciones seguras fueron realizadas por Galileo Galilei en 1609. Para marzo de 1610, había divisado las cuatro masivas lunas galileanas con su telescopio de 30 aumentos: Ganímedes, Ío, Calisto y Europa. Ningún satélite adicional fue descubierto hasta que E. E. Barnard observó Amaltea en 1892. Con la ayuda de la fotografía telescópica, nuevos descubrimientos siguieron rápidamente a lo largo del siglo XX. Himalia fue descubierto en 1904, Elara en 1905, Pasífae en 1908, Sinope en 1914, Lisitea y Carme en 1938, Ananké en 1951, y Leda en 1974. Para cuando las sondas Voyager alcanzaron Júpiter en 1979, 13 lunas se habían descubierto; mientras que Temisto se observó en 1975, pero debido a la insuficiencia de los datos de la observación inicial, se perdió hasta el 2000. Las misiones Voyager descubrieron tres lunas interiores adicionales en 1979: Metis, Adrastea y Tebe.
Durante dos décadas no fueron descubiertas lunas adicionales; pero entre octubre de 1999 y febrero de 2003, investigadores encontraron otras 32 lunas usando detectores sensibles con base en tierra, de las cuales la mayoría fueron descubiertas por un equipo liderado por Scott S. Sheppard y David C. Jewitt.[cita requerida] Estas son pequeñas lunas, en largas, excéntricas y generalmente retrógradas órbitas, con un promedio de 3 kilómetros (1,9 mi) de diámetro, con la más larga midiendo 9 kilómetros (5,6 mi) de ancho.
Se cree que todas estas lunas fueron asteroides o tal vez cometas capturados, posiblemente fragmentados en varios pedazos, pero realmente se sabe muy poco acerca de esto.[cita requerida] Desde entonces, 14 lunas adicionales han sido descubiertas pero no confirmadas todavía, llevando el total de satélites jovianos observados a 63.

## Nomenclatura
Cuando un satélite es descubierto por primera vez se le asigna un nombre o designación provisional hasta que la Unión Astronómica Internacional (UAI) le proporciona uno propio. La designación de los satélites se proporciona siguiendo un estándar en todos los planetas:
1. Se coloca una S mayúscula simbolizando satélite.
2. Le sigue una barra y el año de descubrimiento.
3. Se coloca la inicial del nombre del planeta al que orbita, en el caso de Júpiter una J mayúscula.
4. Y por último se le añade el número en el sentido ordinal en el que se descubrió en ese año. Así, por ejemplo, S/2000 J 11 fue el satélite número 11 que se encontró en 2000 y S/2003 J 3 fue el tercero que se encontró en 2003.

En el caso de los satélites de Júpiter se utilizan personajes mitológicos de origen greco-romano relacionados con la figura de Júpiter o Zeus. Mientras que Galileo Galilei optó por nombrar los satélites con números romanos (tras su ignorada propuesta de llamarlos "estrellas mediceas"), esta tradición se siguió manteniendo hasta 1975, cuando la UAI la sustituyó por la anterior nomenclatura normalizada. Los números se asignaban en el orden de su descubrimiento, aunque para los cuatro satélites galileanos, que fueron descubiertos simultáneamente, la numeración está relacionada con su distancia al planeta.
Fue Simon Marius (o Mayr), el astrónomo alemán que disputó el mérito del descubrimiento de los cuatro grandes satélites a Galileo Galilei, quien los denominó con los nombres mitológicos con los que actualmente se los conoce. De ahí surgió la costumbre de que, a raíz del descubrimiento del satélite [V], el astrónomo y divulgador francés Camille Flammarion lo bautizase como Amaltea y entre los aficionados se popularizó el nombre propio más que la numeración romana.
En 1975 la Unión Astronómica Internacional, renombró todos los satélites de Júpiter con nombres propios originarios de la mitología greco-romana y relacionados con la figura de Júpiter (Zeus), mientras que otros siguen a la espera de ser nombrados, manteniendo temporalmente la nomenclatura tipo S/AAAA J ##, donde AAAA es el año del descubrimiento y ## el número de orden.
Exceptuando a Ganímedes, único nombre masculino, todos los demás satélites tienen nombre femenino, en la mayoría de los casos, amantes de Júpiter (Zeus). En los grupos de satélites exteriores (desde Leda hasta Sinope) los nombres que acaban en -a siguen órbitas directas y los que acaban en -e, siguen órbitas retrógradas.
Se entiende como órbita directa la que gira en sentido antihorario observando el polo norte del planeta y como órbita retrógrada la que gira en sentido horario.

## Listado completo de satélites de Júpiter
| Satélites interiores | Satélites galileanos | Satélites irregulares | Satélites retrógrados |

|    | Nombre      | Descubierto | Descubridor/es                       | Diámetro (km) | Masa (kg) | Radio orbital (km) | Periodo orbital (días) | Inclinación (°) | Excentricidad | Grupo      | Imagen |
| -- | ----------- | ----------- | ------------------------------------ | ------------- | --------- | ------------------ | ---------------------- | --------------- | ------------- | ---------- | ------ |
| 1  | Metis       | 1979        | Voyager 1                            | 43            | 1,2×1017  | 128 000            | 0,294                  | 0,019           | 0,0012        | Amaltea    |        |
| 2  | Adrastea    | 1979        | Voyager 2                            | 16,4          | 7,5×1015  | 129 000            | 0,298                  | 0,054           | 0,0018        | Amaltea    |        |
| 3  | Amaltea     | 1892        | Edward E. Barnard                    | 167           | 2,1×1018  | 181 400            | 0,499                  | 0,388           | 0,0031        | Amaltea    |        |
| 4  | Tebe        | 1980        | Voyager 1                            | 98,6          | 1,5×1018  | 221 900            | 0,676                  | 1070            | 0,0177        | Amaltea    |        |
| 5  | Ío          | 1610        | Galileo Galilei                      | 3642,9        | 8,9×1022  | 421 800            | 1762                   | 0,036           | 0,0041        | Galileanos |        |
| 6  | Europa      | 1610        | Galileo Galilei                      | 3121,6        | 4,8×1022  | 671 100            | 3525                   | 0,469           | 0,0094        | Galileanos |        |
| 7  | Ganímedes   | 1610        | Galileo Galilei                      | 5262,4        | 1,5×1023  | 1 070 400          | 7155                   | 0,170           | 0,0011        | Galileanos |        |
| 8  | Calisto     | 1610        | Galileo Galilei                      | 4820,6        | 1,1×1023  | 1 882 700          | 16,690                 | 0,187           | 0,0074        | Galileanos |        |
| 9  | Temisto     | 2000        | Scott S. Sheppard et al.             | 8             | 6,9×1014  | 7 398 500          | 130,028                | 43,259          | 0,2426        | Temisto    |        |
| 10 | Leda        | 1974        | Charles T. Kowal                     | 20            | 1,1×1016  | 11 146 400         | 240,926                | 27,457          | 0,1636        | Himalia    |        |
| 11 | Ersa        | 2018        | Scott S. Sheppard                    | 2             | 1,5×1013  | 11 401 000         | 249,228                | 30,606          | 0,0944        | Himalia    |        |
| 12 | S/2018 J 2  | 2018        | Scott S. Sheppard                    | 3             | ?         | 11 419 700         | 249,920                | 29,404          | 0,1184        | Himalia    |        |
| 13 | Himalia     | 1904        | Charles D. Perrine                   | 170           | 6,7×1018  | 11 440 600         | 250,562                | 27,496          | 0,1623        | Himalia    |        |
| 14 | Pandia      | 2017        | Scott S. Sheppard                    | 2             | 1,5×1013  | 11 481 000         | 251,911                | 28,155          | 0,1800        | Himalia    |        |
| 15 | Lisitea     | 1938        | Seth B. Nicholson                    | 36            | 6,3×1016  | 11 700 800         | 259,198                | 28,302          | 0,1124        | Himalia    |        |
| 16 | Elara       | 1905        | Charles D. Perrine                   | 86            | 8,7×1017  | 11 712 300         | 259,639                | 26,627          | 0,2174        | Himalia    |        |
| 17 | S/2011 J 3  | 2011        | Scott S. Sheppard                    | 3             | ?         | 11 716 800         | 259,840                | 28,659          | 0,1757        | Himalia    |        |
| 18 | Dia         | 2000        | Scott S. Sheppard et al.             | 4             | 9,0×1013  | 12 260 300         | 278,212                | 28,273          | 0,2484        | Himalia    |        |
| 19 | S/2018 J 4  | 2018        | Scott S. Sheppard                    | 2             | ?         | 16 328 500         | 427,631                | 50,200          | 0,1770        | Carpo      |        |
| 20 | Carpo       | 2003        | Scott S. Sheppard                    | 3             | 4,5×1013  | 17 042 300         | 456,286                | 51,395          | 0,4297        | Carpo      |        |
| 21 | Valetudo    | 2016        | Scott S. Sheppard                    | 1             | ?         | 18 694 200         | 527,606                | 34,014          | 0,2219        | Valetudo   |        |
| 22 | Euporia     | 2001        | Scott S. Sheppard et al.             | 2             | 1,5×1013  | 19 265 800         | 550,686                | 145,767         | 0,1432        | Ananké     |        |
| 23 | S/2003 J 18 | 2003        | Brett J. Gladman                     | 2             | 1,5×1013  | 20 336 300         | 598,121                | 146,104         | 0,0221        | Ananké     |        |
| 24 | Eufeme      | 2003        | Scott S. Sheppard                    | 2             | 1,5×1013  | 20 768 600         | 617,726                | 146,363         | 0,2507        | Ananké     |        |
| 25 | S/2021 J 3  | 2021        | Scott S. Sheppard                    | 2             | ?         | 20 776 700         | 618,330                | 150,103         | 0,3556        | Ananké     |        |
| 26 | S/2010 J 2  | 2010        | Christian Veillet                    | 1             | ?         | 20 793 000         | 618,841                | 150,400         | 0,3070        | Ananké     |        |
| 27 | S/2016 J 1  | 2016        | Scott S. Sheppard                    | 3             | ?         | 20 802 600         | 618,491                | 139,839         | 0,1377        | Ananké     |        |
| 28 | Mnemea      | 2003        | Scott S. Sheppard y Brett J. Gladman | 2             | 1,5×1013  | 20 821 000         | 620,068                | 148,635         | 0,2273        | Ananké     |        |
| 29 | Euante      | 2001        | Scott S. Sheppard et al.             | 3             | 4,5×1013  | 20 827 000         | 620,437                | 148,910         | 0,2321        | Ananké     |        |
| 30 | S/2003 J 16 | 2003        | Brett J. Gladman                     | 2             | 1,5×1013  | 20 882 600         | 622,876                | 148,537         | 0,2246        | Ananké     |        |
| 31 | Harpálice   | 2000        | Scott S. Sheppard et al.             | 4             | 1,2×1014  | 20 892 100         | 623,316                | 148,644         | 0,2268        | Ananké     |        |
| 32 | Ortosia     | 2001        | Scott S. Sheppard et al.             | 2             | 1,5×1013  | 20 901 000         | 622,585                | 145,921         | 0,2808        | Ananké     |        |
| 33 | Heliké      | 2003        | Scott S. Sheppard                    | 4             | 9,0×1013  | 20 915 700         | 626,325                | 154,773         | 0,1558        | Ananké     |        |
| 34 | S/2021 J 2  | 2021        | Scott S. Sheppard                    | 1             | ?         | 20 926 600         | 627,960                | 150,113         | 0,3413        | Ananké     |        |
| 35 | Praxídice   | 2000        | Scott S. Sheppard et al.             | 7             | 4,3×1014  | 20 935 400         | 625,389                | 148,967         | 0,2308        | Ananké     |        |
| 36 | S/2017 J 3  | 2017        | Scott S. Sheppard                    | 2             | ?         | 20 941 000         | 625,601                | 147,915         | 0,1477        | Ananké     |        |
| 37 | S/2021 J 1  | 2021        | Scott S. Sheppard                    | 1             | ?         | 20 954 700         | 627,140                | 149,752         | 0,2460        | Ananké     |        |
| 38 | S/2003 J 12 | 2003        | Scott S. Sheppard                    | 1             | 1,5×1012  | 20 963 100         | 627,243                | 151,140         | 0,5095        | Ananké     |        |
| 39 | S/2017 J 7  | 2017        | Scott S. Sheppard                    | 2             | 1,5×1013  | 20 964 800         | 626,562                | 143,438         | 0,2147        | Ananké     |        |
| 40 | Telxínoe    | 2003        | Scott S. Sheppard y Brett J. Gladman | 2             | 1,5×1013  | 20 976 000         | 628,025                | 151,417         | 0,2206        | Ananké     |        |
| 41 | Tione       | 2001        | Scott S. Sheppard et al.             | 4             | 9,0×1013  | 20 978 000         | 627,175                | 148,509         | 0,2286        | Ananké     |        |
| 42 | S/2003 J 2  | 2003        | Scott S. Sheppard                    | 2             | 1,5×1013  | 20 997 700         | 628,789                | 160,638         | 0,2255        | Ananké     |        |
| 43 | Ananké      | 1951        | Seth B. Nicholson                    | 28            | 3,0×1016  | 21 034 500         | 629,791                | 148,889         | 0,2435        | Ananké     |        |
| 44 | S/2022 J 3  | 2022        | Scott S. Sheppard                    | 1             | ?         | 21 047 700         | 630,670                | 144,452         | 0,2721        | Ananké     |        |
| 45 | Yocasta     | 2000        | Scott S. Sheppard et al.             | 5             | 1,9×1014  | 21 066 700         | 631,593                | 149,429         | 0,2160        | Ananké     |        |
| 46 | Hermipé     | 2001        | Scott S. Sheppard et al.             | 4             | 9,0×1013  | 21 108 500         | 633,904                | 150,725         | 0,2096        | Ananké     |        |
| 47 | S/2017 J 9  | 2017        | Scott S. Sheppard                    | 2             | 1,5×1013  | 21 768 700         | 666,110                | 152,661         | 0,2288        | Ananké     |        |
| 48 | Filofrósine | 2003        | Scott S. Sheppard                    | 2             | 1,5×1013  | 22 604 600         | 702,535                | 146,501         | 0,1910        | Pasífae    |        |
| 49 | S/2016 J 3  | 2016        | Scott S. Sheppard                    | 2             | ?         | 22 719 300         | 713,640                | 164,065         | 0,2360        | Carmé      |        |
| 50 | S/2022 J 1  | 2022        | Scott S. Sheppard                    | 1             | ?         | 22 725 200         | 738,330                | 165,434         | 0,1914        | Carmé      |        |
| 51 | Pasítea     | 2001        | Scott S. Sheppard et al.             | 2             | 1,5×1013  | 22 846 700         | 719,465                | 165,138         | 0,2675        | Carmé      |        |
| 52 | S/2017 J 8  | 2017        | Scott S. Sheppard                    | 1             | 1,5×1013  | 22 849 500         | 719,760                | 164,782         | 0,3118        | Carmé      |        |
| 53 | S/2021 J 6  | 2021        | Scott S. Sheppard et al.             | 1             | ?         | 22 870 300         | 720,970                | 166,499         | 0,3625        | Carmé      |        |
| 54 | S/2003 J 24 | 2003        | Scott S. Sheppard et al.             | 2             | ?         | 22 887 400         | 721,603                | 164,5           | 0,2590        | Carmé      |        |
| 55 | Eurídome    | 2001        | Scott S. Sheppard et al.             | 3             | 4,5×1013  | 22 899 000         | 717,308                | 150,274         | 0,2759        | Pasífae    |        |
| 56 | S/2011 J 2  | 2011        | Scott S. Sheppard                    | 1             | ?         | 22 909 200         | 718,316                | 151,8           | 0,3867        | Pasífae    |        |
| 57 | S/2003 J 4  | 2003        | Scott S. Sheppard                    | 2             | 1,5×1013  | 22 926 500         | 718,095                | 149,581         | 0,3618        | Pasífae    |        |
| 58 | Caldona     | 2000        | Scott S. Sheppard et al.             | 4             | 7,5×1013  | 22 930 500         | 723,712                | 165,191         | 0,2519        | Carmé      |        |
| 59 | S/2017 J 2  | 2017        | Scott S. Sheppard                    | 2             | 1,5×1013  | 22 953 200         | 724,709                | 166,398         | 0,2360        | Carmé      |        |
| 60 | Isonoé      | 2000        | Scott S. Sheppard et al.             | 4             | 7,5×1013  | 22 981 300         | 726,273                | 165,268         | 0,2471        | Carmé      |        |
| 61 | S/2022 J 2  | 2022        | Scott S. Sheppard                    | 1             | ?         | 23 013 800         | 781,560                | 165,390         | 0,1820        | Carmé      |        |
| 62 | S/2021 J 4  | 2021        | Scott S. Sheppard                    | 1             | ?         | 23 019 700         | 728,280                | 164,546         | 0,1585        | Carmé      |        |
| 63 | Kallichore  | 2003        | Scott S. Sheppard                    | 2             | 1,5×1013  | 23 021 800         | 728,259                | 165,501         | 0,2640        | Carmé      |        |
| 64 | Erínome     | 2000        | Scott S. Sheppard et al.             | 3             | 4,5×1013  | 23 032 900         | 728,482                | 164,934         | 0,2665        | Carmé      |        |
| 65 | Calé        | 2001        | Scott S. Sheppard et al.             | 2             | 1,5×1013  | 23 052 600         | 729,642                | 164,996         | 0,2599        | Carmé      |        |
| 66 | Eirene      | 2003        | Scott S. Sheppard                    | 4             | 9,0×1013  | 23 055 800         | 729,847                | 165,247         | 0,2478        | Carmé      |        |
| 67 | Aitné       | 2001        | Scott S. Sheppard et al.             | 3             | 4,5×1013  | 23 064 400         | 730,100                | 165,091         | 0,2643        | Carmé      |        |
| 68 | Eukélade    | 2003        | Scott S. Sheppard                    | 4             | 9,0×1013  | 23 067 400         | 730,301                | 165,482         | 0,2721        | Carmé      |        |
| 69 | Arce        | 2002        | Scott S. Sheppard                    | 3             | 4,5×1013  | 23 097 800         | 731,879                | 165,001         | 0,2588        | Carmé      |        |
| 70 | Táigete     | 2000        | Scott S. Sheppard et al.             | 5             | 1,6×1014  | 23 108 000         | 732,451                | 165,272         | 0,2525        | Carmé      |        |
| 71 | S/2016 J 4  | 2016        | Scott S. Sheppard                    | 1             | ?         | 23 113 800         | 249,920                | 146,255         | 0,1986        | Pasífae    |        |
| 72 | S/2011 J 1  | 2011        | Scott S. Sheppard                    | 1             | ?         | 23 124 500         | 733,206                | 162,8           | 0,2963        | Carmé      |        |
| 73 | Carmé       | 1938        | Seth B. Nicholson                    | 46            | 1,3×1017  | 23 144 400         | 734,185                | 164,907         | 0,2533        | Carmé      |        |
| 74 | Herse       | 2003        | Brett J. Gladman                     | 2             | 1,5×1013  | 23 150 500         | 734,522                | 164,917         | 0,2378        | Carmé      |        |
| 75 | S/2003 J 19 | 2003        | Brett J. Gladman                     | 2             | 1,5×1013  | 23 156 400         | 734,778                | 165,153         | 0,2556        | Carmé      |        |
| 76 | S/2010 J 1  | 2010        | Robert A. Jacobson et al.            | 1             | ?         | 23 189 800         | 736,512                | 163,2           | 0,320         | Carmé      |        |
| 77 | S/2003 J 9  | 2003        | Scott S. Sheppard                    | 1             | 1,5×1012  | 23 199 400         | 736,861                | 165,079         | 0,2632        | Carmé      |        |
| 78 | S/2017 J 5  | 2017        | Scott S. Sheppard                    | 2             | 1,5×1013  | 23 206 200         | 737,284                | 164,331         | 0,2842        | Carmé      |        |
| 79 | S/2017 J 6  | 2017        | Scott S. Sheppard                    | 2             | 1,5×1013  | 23 245 300         | 733,993                | 155,185         | 0,5569        | Pasífae    |        |
| 80 | Cálice      | 2000        | Scott S. Sheppard et al.             | 5             | 1,9×1014  | 23 302 600         | 742,015                | 165,159         | 0,2465        | Carmé      |        |
| 81 | Hegémone    | 2003        | Scott S. Sheppard                    | 3             | 4,5×1013  | 23 348 700         | 739,806                | 155,214         | 0,3276        | Pasífae    |        |
| 82 | S/2018 J 3  | 2018        | Scott S. Sheppard                    | 1             | ?         | 23 400 300         | 747,020                | 164,900         | 0,2731        | Carmé      |        |
| 83 | S/2021 J 5  | 2021        | Scott S. Sheppard et al.             | 2             | ?         | 23 414 600         | 747,740                | 163,175         | 0,2001        | Carmé      |        |
| 84 | Pasífae     | 1908        | Philibert J. Melotte                 | 60            | 3,0×1017  | 23 468 200         | 743,612                | 151,431         | 0,4090        | Pasífae    |        |
| 85 | Espondé     | 2001        | Scott S. Sheppard et al.             | 2             | 1,5×1013  | 23 543 300         | 748,294                | 150,998         | 0,3121        | Pasífae    |        |
| 86 | S/2003 J 10 | 2003        | Scott S. Sheppard                    | 2             | 1,5×1013  | 23 576 300         | 755,429                | 165,086         | 0,4295        | Carmé      |        |
| 87 | Megaclite   | 2000        | Scott S. Sheppard et al.             | 5             | 2,1×1014  | 23 644 600         | 752,861                | 152,769         | 0,4197        | Pasífae    |        |
| 88 | Cilene      | 2003        | Scott S. Sheppard                    | 2             | 1,5×1013  | 23 654 700         | 751,974                | 150,123         | 0,4116        | Pasífae    |        |
| 89 | Sinope      | 1914        | Seth B. Nicholson                    | 38            | 7,5×1016  | 23 683 900         | 758,849                | 158,109         | 0,2495        | Pasífae    |        |
| 90 | S/2017 J 1  | 2017        | Scott S. Sheppard                    | 2             | ?         | 23 744 800         | 756,406                | 149,197         | 0,3969        | Pasífae    |        |
| 91 | Aedea       | 2003        | Scott S. Sheppard                    | 4             | 9,0×1013  | 23 778 200         | 761,464                | 158,257         | 0,4322        | Pasífae    |        |
| 92 | Autónoe     | 2001        | Scott S. Sheppard et al.             | 4             | 9,0×1013  | 23 792 500         | 761,001                | 152,416         | 0,3168        | Pasífae    |        |
| 93 | Calírroe    | 1999        | Jim V. Scotti et al.                 | 9             | 8,7×1014  | 23 795 500         | 758,860                | 147,158         | 0,2828        | Pasífae    |        |
| 94 | S/2003 J 23 | 2003        | Scott S. Sheppard                    | 2             | 1,5×1013  | 23 829 300         | 760,000                | 146,314         | 0,2714        | Pasífae    |        |
| 95 | Kore        | 2003        | Scott S. Sheppard                    | 2             | 1,5×1013  | 24 205 200         | 776,763                | 144,529         | 0,3351        | Pasífae    |        |
| 96 | S/2017 J 11 | 2017        | Scott S. Sheppard                    |               |           |                    |                        |                 |               |            |        |
| 97 | S/2017 J 10 | 2017        | Scott S. Sheppard                    |               |           |                    |                        |                 |               |            |        |

## Agrupaciones

Satélites irregulares de Júpiter.

Como en todos los planetas gigantes, los satélites de Júpiter se clasifican en:
- Regulares: Los cuatro satélites interiores, y los cuatro galileanos.
- Irregulares

El primer diagrama ilustra las órbitas de los satélites irregulares de Júpiter. La excentricidad de las órbitas viene representada por segmentos que se extienden del pericentro al apocentro, con la inclinación orbital representada en el eje Y.
- Según las posiciones e inclinaciones de los satélites, se pueden hacer seis grupos:
  - Grupo de Amaltea
  - Satélites galileanos
  - Grupo de Temisto
  - Grupo de Himalia
  - Grupo de Ananké
  - Grupo de Carmé
  - Grupo de Pasífae

### Tipologías

Diagrama que muestra las similitudes entre los satélites de cada uno de los grupos exteriores de lunas jovianas.

Los satélites situados encima del eje son progrados, los que están debajo son retrógrados. El eje horizontal está marcado en millones de kilómetros, y llega hasta la marca de 45 %, (la influencia gravitacional de Júpiter desaparece por completo en los 53 millones de Kilómetros pero ningún satélite alcanza esa distancia).
El siguiente diagrama muestra separadamente la distribución de inclinación en contraposición con la excentricidad para los satélites retrógrados, facilitando la identificación de agrupamientos.
Puede verse que Temisto está aislado en el espacio. Se puede observar también que el grupo de Himalia está comprimido en apenas 1,4 millones de km para su semieje mayor, y en 1,6 º de inclinación (27,5 ± 0,8 °); la excentricidad varía entre 0,11 y 0,25. Carpo y S/2003 J12 son otros dos cuerpos aislados, y S/2003 J 2 es el satélite más exterior.
El resto de satélites irregulares de Júpiter pueden agruparse en tres familias, al compartir las mismas características orbitales, las cuales son designadas por el nombre del mayor miembro en cada caso. Estas familias están agrupadas no solo respecto del semi-eje mayor, sino también de la inclinación y la excentricidad.
El grupo de Carmé se aprecia con claridad, centrado en los valores a=23,404 millones de kilómetros; i = 165,2 ± 0,3° y e = 0,238-0,272. Únicamente S/2003 J 10 aparece un poco separado, debido a su mayor excentricidad. Entre ellos hay un satélite perdido de júpiter llamado S/2003 J 24, fue descubierto el 5 de febrero De 2003, y después su descubrimiento fue anunciado el 2021 como un nuevo satélite de júpiter.
El grupo de Ananké está centrado en los valores en a = 21,276 millones de kilómetros, i = 149,0 ± 0,5 ° y e = 0,216-0,244. Los ocho miembros centrales (S/2003 J 16, Mnemea, Euante, Ortosia, Harpálice, Praxídice, Telxínoe, Ananké y Yocasta) están agrupados con claridad, pero la inclusión en esta familia de los otro ocho satélites es más discutible, por variar en algunos grados respecto de la media.
El grupo de Pasífae incluye todos los satélites restantes, con excepción de S/2003 J 12 y S/2003 J 2, que están en posiciones alejadas. Este tercer grupo está centrado en los valores a = 23,624 millones de kilómetros, i = 151,4 ± 6,9 ° y e = 0,156-0,432 (obsérvese que la dispersión es grande). Si se trata de una auténtica agrupación, debe ser muy antigua, a juzgar por la dispersión de sus miembros.